# El amanecer de una raza
El amanecer de una raza es una película argentina en blanco y negro filmada en 1931, con la dirección de Edmo Cominetti, guion de Antonio Zinny  y protagonizada por Antonio Ber Ciani y Eva Bettoni.
Fue filmada muda por Edmo Cominetti, pero presentada con el agregado de sonidos, palabras y cantos, estrenándose  el sábado 11 de julio de 1931 en el Teatro Porteño, anunciada como sonora y cantada, con diálogos y chistes de actualidad, cantos, bailes. Estuvo sonorizada por Alfredo Murúa en SIDE. También fue musicalizado por José Vázquez Vigo y Alberto J. Biasotti. Este último se encargó de la producción Aries Film junto con Horacio Schlieper. En su estreno en el Porteño  asistió el propio expresidente de la nación José Félix Uriburu y su hijo, a quien los autores le dedicaron la obra. En momentos del auge nacionalista, la película narraba cuadros de carácter campero y tradicional.

## Sinopsis
Fue una alegoría de la conjunción de la raza gringa y el criollaje a través de una historia de amor. El guion de Antonio Zinny describió el proceso de asimilación de los extranjeros al país, con óptica arqueológica. Al final aparecía una leyenda patriótica y hasta se ejecutaba el himno nacional.
Cuenta la historia de un viejo gaucho, que se opone a todo lo extranjero hasta que su hija se casa con el hijo de uno. Este punto hace que el viejo hombre comprenda y acepte que vive en un crisol.
A pesar de que el tema era "la pena", es presentada por los directores casi como un accesorio ya que se mostró más interés en presentar escenas secundarias de las zonas rurales y danzas folclóricas. Por ello se cortaron algunas situaciones interesantes dejando como resultado  un final más lento y más monótono.

## Elenco
- Antonio Ber Ciani
- Eva Bettoni como la hija del extranjero.
- Nora Mármol como la Paisanita.
- Diego Medina
- Juan Mario Parpagnoli
- Pierina Dealessi
- Diego Juan Parla como El gaucho viejo.
- Julio Andrada
- Juan Farías
- Jorge de Val
- Augusto Zama
- René Ruiz
- Jorge Torres